# جزیره هیرادو

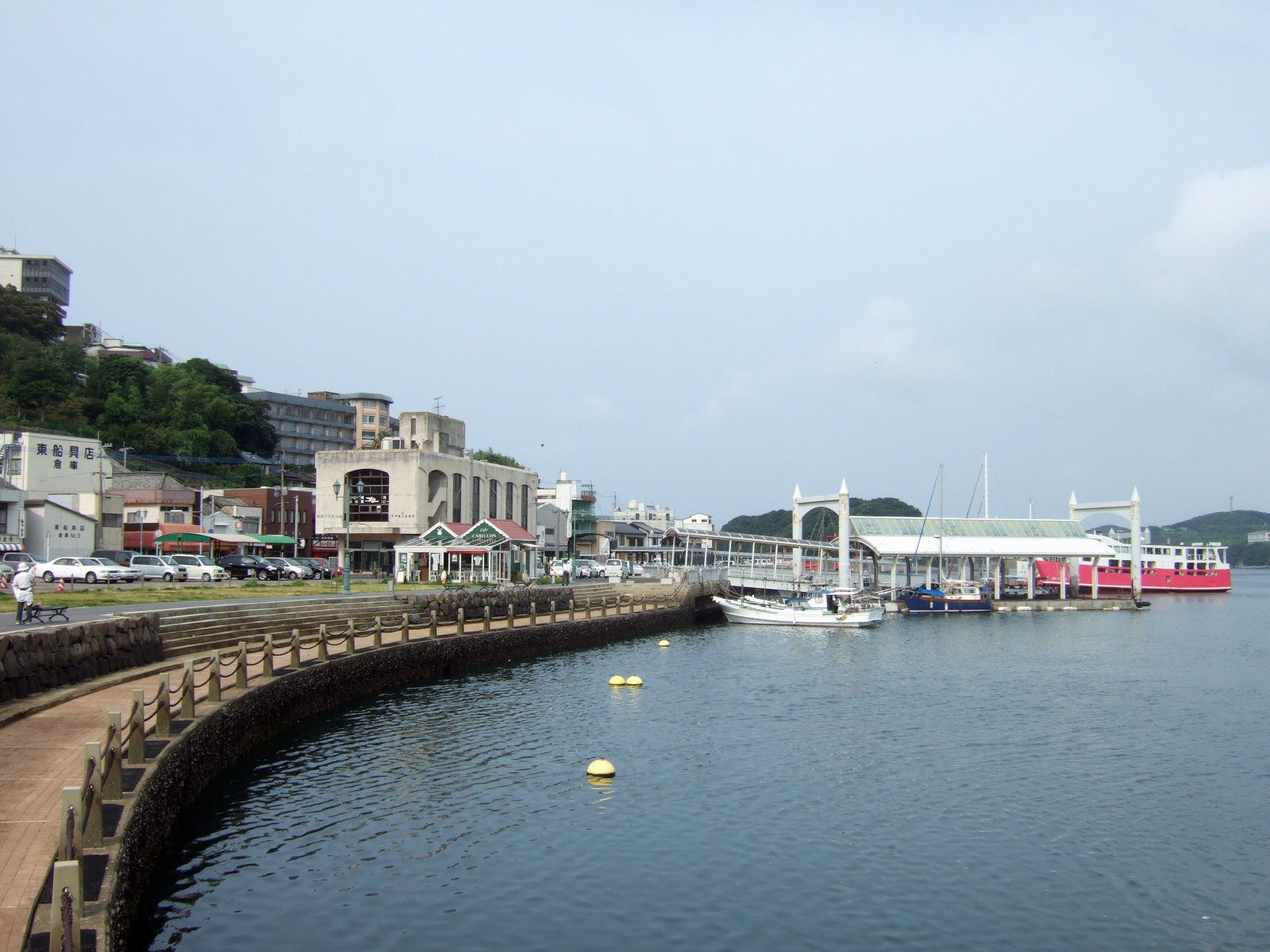
بندر هیرادو.

جزیره هیرادو، هیرادوشیما (به ژاپنی: 平戸島, Hirado-shima) یکی از جزایر بزرگ در استان ناگاساکی است و از نظر تقسیمات کشوری جزو حوزهٔ شهر هیرادو است. مساحت این جزیره ۱۶۳٫۴۲ کیلومتر مربع است. این جزیره از نظر بزرگی در ژاپن بیستمین جزیره و در استان ناگاساکی چهارمین جزیره به‌شمار می‌آید. در سال ۲۰۰۵ میلادی جمعیت آن ۲۱٫۳۵۵ نفر بوده‌است.